# Krzysztof Błażejczyk (klimatolog)
Krzysztof Błażejczyk (ur. 1950) – polski klimatolog, profesor Instytutu Geografii i Przestrzennego Zagospodarowania Polskiej Akademii Nauk.

## Życiorys
W 1973 roku ukończył studia geograficzne na Uniwersytecie Warszawskim. W tym samym roku podjął pracę w Instytucie Geografii i Przestrzennego Zagospodarowania PAN, gdzie doktoryzował się w 1981 roku na podstawie pracy pt. Bioklimatyczna ocena i typologia uzdrowisk Polski. Stopień doktora habilitowanego uzyskał w 1994 roku na podstawie pracy pt. Wymiana ciepła pomiędzy człowiekiem a otoczeniem w różnych warunkach środowiska geograficznego. Tytuł profesora nauk o Ziemi otrzymał w 2005 roku. 
Dodatkowo w latach 1999 - 2007 pracował w Instytucie Geografii Uniwersytetu Kazimierza Wielkiego w Bydgoszczy, zaś od 2007 r. na Wydziale Geografii i Studiów Regionalnych Uniwersytetu Warszawskiego w Zakładzie Klimatologii, gdzie pełnił funkcję kierownika. Od lutego 2021 r. prowadzi wykłady z fizyki miast dla studentów kierunku gospodarka przestrzenna na Wydziale Geodezji i Kartografii Politechniki Warszawskiej.
Autor licznych opracowań naukowych z zakresu bioklimatologii, topoklimatologii i metodologii badań klimatologicznych. Brał udział w wielu krajowych projektach badawczych, w tym na stanowisku głównego wykonawcy czy kierownika projektu, oraz w projektach zagranicznych finansowanych przez rząd Japonii czy Unię Europejską. Profesor jest również autorem licznych opracowań metodologicznych, m.in. modelu wymiany ciepła pomiędzy człowiekiem a otoczeniem MENEX, biotermiczno-meteorologicznej typologii pogody, wskaźników biotermicznych oceny warunków bioklimatycznych takich jak temperatura odczuwalna (STI), stres termofizjologiczny (PhS), temperatura odczuwana fizjologicznie (PST), strata wody (SW), oraz współautorem wskaźnika biotermicznego UTCI (Universal Thermal Climate Index).
Jest członkiem licznych stowarzyszeń krajowych i zagranicznych, m.in. Międzynarodowego Towarzystwa Biometeorologii (International Society of Biometeorology), Międzynarodowej Asocjacji Klimatologii (Association Internationale de Climatologie), Międzynarodowej Asocjacji Klimatologii Miejskiej (International Association of Urban Climate), Polskiego Towarzystwa Geograficznego czy Polskiego Towarzystwa Geofizycznego. Jest również jednym z członków założycieli Stowarzyszenia Klimatologów Polskich.

## Wybrane publikacje
- Badania topoklimatyczne i mikroklimatyczne w różnych strefach klimatycznych, 1992
- Bioclimatic research of the human heat balance, 1994
- Promieniowanie słoneczne a gospodarka cieplna organizmu człowieka, 1998
- Znaczenie czynników cyrkulacyjnych i lokalnych w kształtowaniu klimatu i bioklimatu aglomeracji warszawskiej, 2002
- Bioklimatyczne uwarunkowania rekreacji i turystyki w Polsce, 2004